# Ichu
Ichu là một đô thị thuộc bang Bahia, Brasil. Đô thị này có diện tích 127,965 km², dân số năm 2007 là 3403 người, mật độ 26,6 người/km².